# 27e cérémonie des Saturn Awards
La 27e cérémonie des Saturn Awards, récompensant les films, séries télévisées et téléfilms sortis en 2000 et les professionnels s'étant distingués cette année-là, s'est tenue le 12 juin 2001.

## Palmarès
Les lauréats sont indiqués ci-dessous en premier de chaque catégorie et en gras.

### Cinéma

#### Meilleur film de science-fiction
- X-Men
  - À l'aube du sixième jour (The 6th Day)
  - The Cell
  - Hollow Man
  - Space Cowboys
  - Titan A.E.

#### Meilleur film fantastique
- Fréquence interdite (Frequency)
  - Chicken Run
  - Dinosaure (Dinosaur)
  - Family Man (The Family Man)
  - Le Grinch (How the Grinch Stole Christmas!)
  - Ce que veulent les femmes (What Women Want)

#### Meilleur film d'horreur
- Destination finale (Final Destination)
  - Apparences (What Lies Beneath)
  - Dracula 2001 (Dracula 2000)
  - Intuitions (The Gift)
  - Requiem for a Dream
  - Urban Legend 2 : Coup de grâce (Urban Legends: Final Cut)

#### Meilleur film d'action / aventures / thriller
- Tigre et Dragon (Crouching Tiger, Hidden Dragon)
  - Charlie et ses drôles de dames (Charlie's Angels)
  - Gladiator
  - The Patriot
  - En pleine tempête (The Perfect Storm)
  - Traffic
  - Incassable (Unbreakable)

#### Meilleure réalisation
- Bryan Singer pour X-Men
  - Clint Eastwood pour Space Cowboys
  - Ron Howard pour Le Grinch
  - Ang Lee pour Tigre et Dragon
  - Ridley Scott pour Gladiator
  - Robert Zemeckis pour Apparences (What Lies Beneath)

#### Meilleur acteur
- Hugh Jackman pour le rôle de Wolverine dans X-Men
  - Arnold Schwarzenegger pour le rôle d'Adam Gibson dans À l'aube du sixième jour
  - Russell Crowe pour le rôle de Maximus dans Gladiator
  - Jim Carrey pour le rôle du Grinch dans Le Grinch
  - Clint Eastwood pour le rôle de Frank Corvin dans Space Cowboys
  - Chow Yun-fat pour le rôle de Li Mu Bai dans Tigre et Dragon

#### Meilleure actrice
- Téa Leoni pour le rôle de Kate Reynolds dans Family Man
  - Cate Blanchett pour le rôle d'Annabelle Wilson dans Intuitions
  - Ellen Burstyn pour le rôle de Sara Goldfarb dans Requiem for a Dream
  - Jennifer Lopez pour le rôle de Catherine Deane dans The Cell
  - Michelle Pfeiffer pour le rôle de Claire Spencer dans Apparences (What Lies Beneath)
  - Michelle Yeoh pour le rôle de Shu Lien dans Tigre et Dragon

#### Meilleur acteur dans un second rôle
- Willem Dafoe pour le rôle de Max Schreck dans L'Ombre du vampire
  - Jason Alexander pour le rôle de Boris dans Les Aventures de Rocky et Bullwinkle
  - Dennis Quaid pour le rôle de Frank Sullivan dans Fréquence interdite
  - Giovanni Ribisi pour le rôle de Buddy Cole dans Intuitions
  - Will Smith pour le rôle de Bagger Vance dans La Légende de Bagger Vance (The Legend of Bagger Vance)
  - Patrick Stewart pour le rôle du professeur Xavier dans X-Men

#### Meilleure actrice dans un second rôle
- Rebecca Romijn-Stamos pour le rôle de Mystique dans X-Men
  - Rene Russo pour le rôle de Natasha dans Les Aventures de Rocky et Bullwinkle
  - Cameron Diaz pour le rôle de Natalie Cook dans Charlie et ses drôles de dames
  - Lucy Liu pour le rôle d'Alex Munday dans Charlie et ses drôles de dames
  - Hilary Swank pour le rôle de Valerie Barksdale dans Intuitions
  - Zhang Ziyi pour le rôle de Yu Jiao Long dans Tigre et Dragon

#### Meilleur(e) jeune acteur ou actrice
- Devon Sawa pour Destination finale
  - Holliston Coleman pour L'Élue
  - Taylor Momsen pour Le Grinch
  - Spencer Breslin pour Sale Môme
  - Jonathan Lipnicki pour Le Petit Vampire
  - Anna Paquin pour X-Men

#### Meilleur scénario
- David Hayter pour X-Men
  - Karey Kirkpatrick pour Chicken Run
  - Toby Emmerich pour Fréquence interdite
  - Billy Bob Thornton et Tom Epperson pour Intuitions
  - David Franzoni, John Logan et William Nicholson pour Gladiator
  - Wang Hui-Ling, James Schamus et Kuo Jung Tsai pour Tigre et Dragon

#### Meilleure musique
- James Horner pour Le Grinch
  - James Newton Howard pour Dinosaure
  - Hans Zimmer et Lisa Gerrard pour Gladiator
  - Jerry Goldsmith pour Hollow Man
  - Hans Zimmer et John Powell pour La Route d'Eldorado
  - Tan Dun et Yo-Yo Ma pour Tigre et Dragon

#### Meilleurs costumes
- Louise Mingenbach pour X-Men
  - Eiko Ishioka et April Napier pour The Cell
  - Janty Yates pour Gladiator
  - Rita Ryack et David Page pour Le Grinch
  - Caroline de Vivaise pour L'Ombre du vampire
  - Timmy Yip pour Tigre et Dragon

#### Meilleur maquillage
- Rick Baker et Gail Rowell-Ryan pour Le Grinch
  - Rick Baker, Nena Smarz et Edie Giles pour La Famille foldingue
  - Ann Buchanan et Amber Sibley pour L'Ombre du vampire
  - Michèle Burke et Edouard F. Henriques pour The Cell
  - Alec Gillis, Tom Woodruff Jr., Jeff Dawn et Charles Porlier pour À l'aube du sixième jour
  - Gordon J. Smith et Ann Brodie pour X-Men

#### Meilleurs effets visuels
- Scott E. Anderson, Craig Hayes, Scott Stokdyk et Stan Parks pour Hollow Man
  - Michael Lantieri et David Drzewiecki pour À l'aube du sixième jour
  - Kevin Scott Mack, Matthew E. Butler, Bryan Grill et Allen Hall pour Le Grinch
  - Stefen Fangmeier, Habib Zargarpour, Tim Alexander et John Frazier pour En pleine tempête
  - Michael L. Fink, Michael J. McAlister, David Prescott et Theresa Ellis pour X-Men

### Télévision

#### Meilleure série diffusée sur les réseaux nationaux
- Buffy contre les vampires (Buffy the Vampire Slayer)
  - Angel
  - Dark Angel
  - Roswell
  - Star Trek: Voyager
  - X-Files : Aux frontières du réel (The X-Files)

#### Meilleure série diffusée sur le câble ou en syndication
- Farscape
  - Andromeda (Gene Roddenberry's Andromeda)
  - BeastMaster, le dernier des survivants (BeastMaster)
  - Invisible Man (The Invisible Man)
  - Au-delà du réel : L'aventure continue (The Outer Limits)
  - Stargate SG-1

#### Meilleur téléfilm, mini-série ou programme spécial
- Point limite (Fail Safe)
  - Dune
  - Le Secret du vol 353 (Sole Survivor)
  - Jason et les Argonautes (Jason and the Argonauts)
  - Le Père Noël a disparu (Santa Who?)
  - Witchblade

#### Meilleur acteur
- Robert Patrick pour le rôle de John Doggett dans X-Files : Aux frontières du réel
  - Kevin Sorbo pour le rôle du capitaine Dylan Hunt dans Andromeda
  - David Boreanaz pour le rôle d'Angel dans Angel
  - Ben Browder pour le rôle de John Crichton dans Farscape
  - Jason Behr pour le rôle de Max Evans dans Roswell
  - Richard Dean Anderson pour le rôle de Jack O'Neill dans Stargate SG-1

#### Meilleure actrice
- Jessica Alba pour le rôle de Max Guevara dans Dark Angel
  - Charisma Carpenter pour le rôle de Cordelia Chase dans Angel
  - Sarah Michelle Gellar pour le rôle de Buffy Summers dans Buffy contre les vampires
  - Claudia Black pour le rôle d'Aeryn Sun dans Farscape
  - Kate Mulgrew pour le rôle de Kathryn Janeway dans Star Trek: Voyager
  - Gillian Anderson pour le rôle de Dana Scully dans X-Files : Aux frontières du réel

#### Meilleur acteur dans un second rôle
- James Marsters pour le rôle de Spike dans Buffy contre les vampires
  - Alexis Denisof pour le rôle de Wesley Wyndam-Pryce dans Angel
  - Anthony Stewart Head pour le rôle de Rupert Giles dans Buffy contre les vampires
  - Michael Weatherly pour le rôle de Logan Cale dans Dark Angel
  - Brendan Fehr pour le rôle de Michael Guerin dans Roswell
  - Michael Shanks pour le rôle de Daniel Jackson dans Stargate SG-1

#### Meilleure actrice dans un second rôle
- Jeri Ryan pour le rôle de Seven of Nine dans Star Trek: Voyager
  - Juliet Landau pour le rôle de Drusilla dans Angel
  - Alyson Hannigan pour le rôle de Willow Rosenberg dans Buffy contre les vampires
  - Michelle Trachtenberg pour le rôle de Dawn Summers dans Buffy contre les vampires
  - Katherine Heigl pour le rôle d'Isabel Evans dans Roswell
  - Amanda Tapping pour le rôle de Samantha Carter dans Stargate SG-1

### DVD

#### Meilleure édition DVD
- Princesse Mononoké
  - Ghost Dog : La Voie du samouraï
  - Godzilla 2000
  - La Neuvième Porte
  - The Prophecy 3: The Ascent
  - Scream 3

### Prix spéciaux

#### Special Award
- L'Ombre du vampire

#### George Pal Memorial Award
- Sam Raimi

#### Life Career Award
- Brian Grazer
- Robert Englund

#### President's Memorial Award
- Dustin Lance Black

#### Service Award
- Bob Burns